# Giovanni Salzano de Luna
Giovanni Pasquale Antonio Salzano de Luna (Capua, 27 giugno 1790 – Napoli, 3 maggio 1865) è stato un generale italiano, comandante in capo dell'esercito borbonico dal 23 ottobre all'11 novembre 1860, distintosi nella battaglia del Garigliano e nell'assedio di Capua.

## Biografia
Nel 1806 faceva parte delle bande di Fra Diavolo. Catturato, evitò la condanna a morte grazie alle aderenze della madre alla corte di Giuseppe Bonaparte. Con la restaurazione borbonica, nel 1815, fu inquadrato nell'esercito e per le sue azioni nominato cavaliere di San Giorgio. Partecipò con il grado di tenente alla repressione dei moti siciliani del 1820 al seguito del generale Pepe e successivamente, nominato capitano, alla spedizione in Calabria per reprimervi l'insurrezione del 1848. 

Lo ritroviamo nel 1860, con il grado di generale, governatore della provincia e comandante la piazza di Palermo, nel momento in cui avveniva lo sbarco dei Mille a Marsala. Ordinò lo stato d'assedio della città ma non seppe approfittare dei momenti di difficoltà in cui si trovò Giuseppe Garibaldi durante l'assedio di Palermo. Caduta Palermo nel Settembre del 1860 fu nominato governatore di Capua ed in quel ruolo si distinse nella difesa della piazzaforte, ottenendo da Francesco II l'onorificenza di commendatore dell'ordine di San Giorgio della Riunione.
Poco dopo gli eventi di Capua fu nominato governatore di Gaeta. Ormai settantenne il 23 ottobre 1860 fu chiamato dal re a sostituire il "prudente" Ritucci al comando dell'esercito borbonico nel momento cruciale della resistenza all'invasione dei Savoia. Comandò le truppe borboniche nella battaglia del Garigliano e di li a poco fu costretto a intavolare lunghe trattative con i generali Cialdini e Fanti durante i preliminari dell'assedio di Gaeta. L'11 novembre, poco prima della battaglia finale per la presa della città che iniziò il giorno dopo e dopo molte defezioni dei suoi subalterni, restituì il comando adducendo una grave indisposizione e fu autorizzato a partire per Roma.